# Fo-Guang-Shan-Buddha-Museum

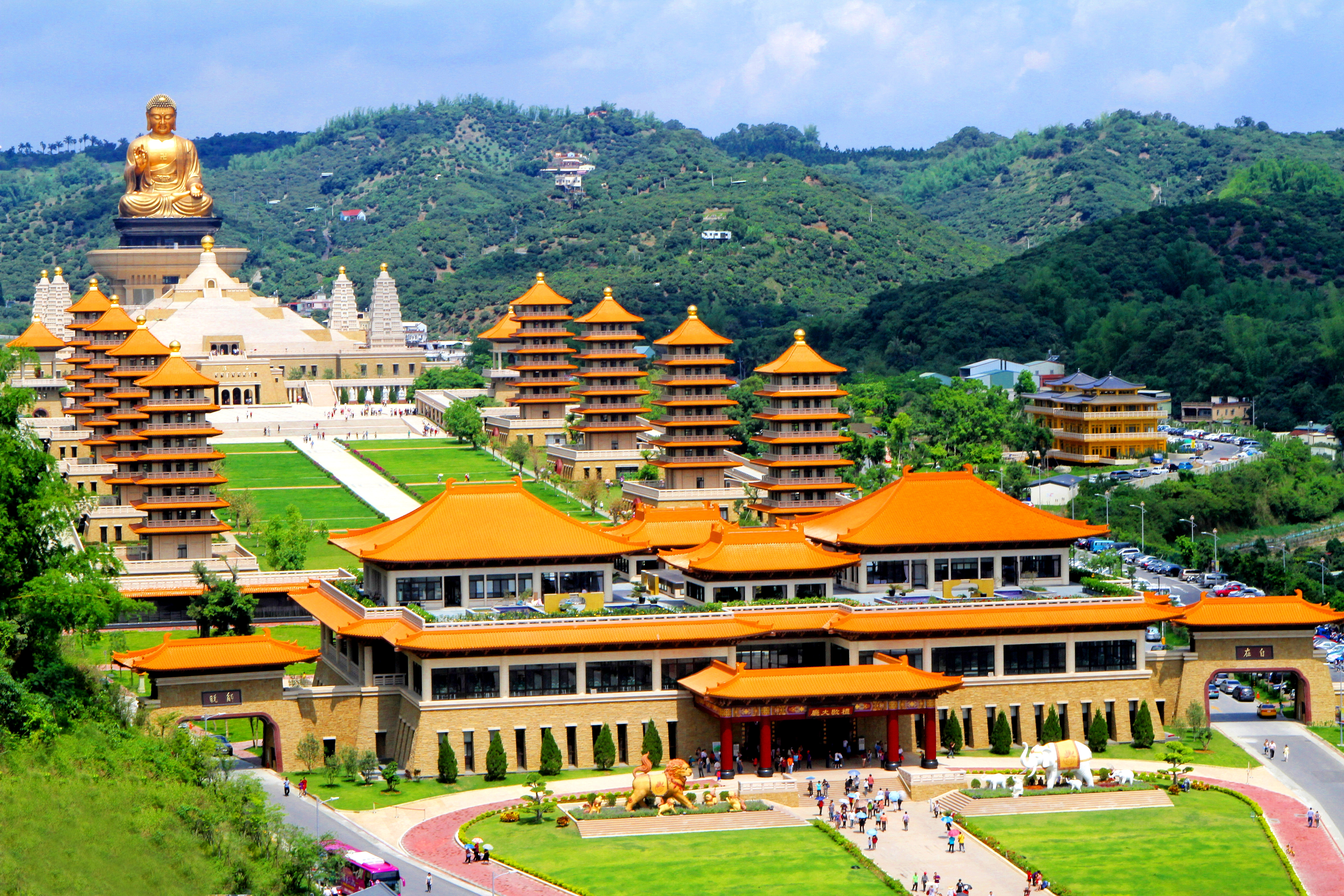
Gesamtansicht des Museums: vorne die Eingangshalle, dahinter die acht Pagoden, gefolgt von der großen Halle und dem sitzenden Buddha

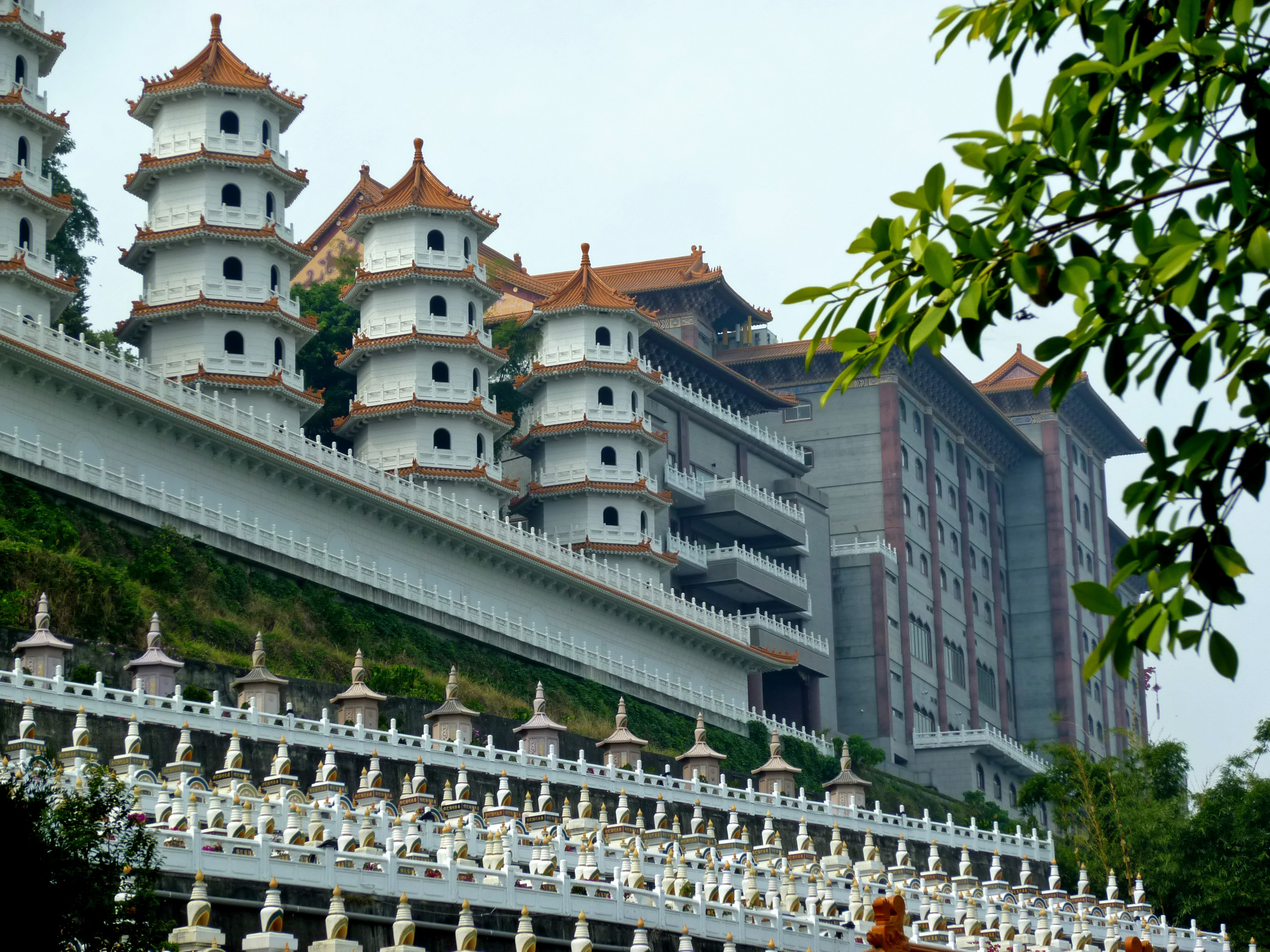
Seitenansicht der Tempelanlage

Das Fo-Guang-Shan-Buddha-Museum  (chinesisch 佛光山佛陀紀念館, Pinyin Fóguāngshān Fótuó jìniànguǎn, ehemals „Buddha Memorial Center“) ist ein Museum in der taiwanischen Stadt Kaohsiung. Das Museum liegt im Bezirk Dashu und ist mit Fo Guang Shan, einer der größten buddhistischen Organisationen Taiwans, verbunden. Es beherbergt eine Zahnreliquie, die von Sakyamuni Buddha, dem Begründer des Buddhismus, stammen soll.
Der Bau des Museums begann im Jahr 2003 und es wurde im Dezember 2011 eröffnet.
Das Museum wurde im Jahr 2014 in den International Council of Museums (ICOM) aufgenommen und danach häufig in den Top–10–Sehenswürdigkeiten Kaohsiungs auf TripAdvisor präsentiert.

## Geschichte

### Die Zahnreliquie
Nach der Überlieferung wurde die Zahnreliquie des Buddha nach der muslimischen Invasion Indiens im 13. Jahrhundert aus dem großen buddhistischen Tempel in Nalanda zu ihrer Sicherung nach Tibet gebracht. Dort wurde sie in den folgenden sechs Jahrhunderten im Sakya-Namgyal-Kloster aufbewahrt. Das Kloster wurde während der chinesischen Kulturrevolution 1968 zerstört. Ein tibetischer Lama, Kunga Dorje Rinpoche, nahm die Reliquie an sich und floh mit ihr nach Indien. Dort bewahrte er die Reliquie dreißig Jahre bei sich auf. Seinen Plan, in Indien einen Tempel zur Aufbewahrung der Reliquie zu errichten, konnte er jedoch nicht verwirklichen.

### Idee zum Bau des Tempels
Im Jahr 1998 reiste der buddhistische Mönch und Lehrer Hsing Yun nach Bodh Gaya in Indien. Hsing Yun ist der Gründer des internationalen buddhistischen Ordens Fo Guang Shan, der seinen Sitz in Taiwan hat.  Er traf mit Kunga Dorje Rinpoche zusammen und dieser fand Gefallen an den Bemühungen von Fo Guang Shan zur Förderung des Austauschs zwischen verschiedenen buddhistischen Traditionen. Er hoffte, dass die Reliquie in Taiwan als Symbol für den Erhalt des Dharma dienen könnte. Der Rinpoche übergab die Reliquie Hsing Yun, damit dieser in Taiwan einen Schrein zu ihrer Aufbewahrung errichte. Die Echtheit der Reliquie wurde durch die Zeugnisse von zwölf weiteren Rinpoches bestätigt.
Der Bau des  Schreins und zugehörigen Museums wurde durch Hsing Yun wie folgt begründet: „Der Buddha braucht keine Anbetung oder Ehrfurcht durch irgend jemanden, es sind Lebewesen, die Inspiration brauchen, um ganzheitliche Gedanken zu entwickeln und ihre Gedanken zu reinigen. Indem sie ein Denkmal verehren, können die Menschen den Dharmakörper des Buddhas erfahren, und ihre Gefühle der Bewunderung können in den Wunsch münden, die Tugenden des Buddhas zu lernen und sie im Alltag zu praktizieren. Der Buddha benötigt kein Denkmal, aber Lebewesen benötigen eines.“
Hsing Yun fand nahe dem Hauptsitz von Fo Guang Shan im Bezirk Dashu der Stadt Kaohsiung ein geeignetes Stück Land für die Errichtung des Buddha-Museums. Der Grundstein wurde im Jahr 2003 gelegt und das Museum 2011 eröffnet.

## Ziele und Werte des Museums
Nach Aussage des Museumsgründers Hsing Yun soll das Museum allen gehören und jedermann sei eingeladen, es zu besuchen. Es solle ein Ort der Kultur und Bildung sein und Familien, Schulen und Organisationen zum Lernen offenstehen.
Als Kernwerte des Museums werden die „drei Akte der Güte“ und die „vier Arten des Gebens“ angegeben:

### Drei Akte der Güte
- Tue gute Taten
- Sprich gute Worte
- Denke gute Gedanken

### Die vier Arten des Gebens
- Gib anderen Vertrauen
- Gib anderen Freude
- Gib anderen Hoffnung
- Gib anderen Trost

### Ziele und Aufgaben
Als Ziele und Aufgaben des Museums werden formuliert:
- die Errichtung von 48 unterirdischen Palästen zur Bewahrung menschlicher Weisheit und Geschichte
- Bildung für das Leben – über die Förderung von Kunst und Kultur bis hin zum Umweltschutz
- Kulturaustausch über die Taiwanstraße hinweg für eine Wiedergeburt der chinesischen Kultur
- Förderung buddhistischer Kunst durch Ausstellungen und wissenschaftliche Konferenzen
- Dienst an der Öffentlichkeit durch Respekt und Toleranz, durch gemeinsame Nutzung von Ressourcen und warmherzige Gastfreundschaft

## Aufbau der Anlage

### Eingangshalle
Die Eingangshalle wird von dem Tor der vollendeten Leichtigkeit und dem Tor der Befreiung flankiert. Skulpturen eines Löwen und eines Elefanten, beide begleitet von Jungtieren, begrüßen die Gäste von beiden Seiten der Tore. Der fünf Meter hohe und sechs Meter lange Elefant auf der rechten Seite, symbolisiert die Empfängnis von Siddhartha Gautama, der auf einem weißen Elefanten in den Schoß seiner Mutter eingeritten sein soll. Der Löwe auf der linken Seite hat die gleichen Maße und repräsentiert die Macht der Worte des Buddha. In der Eingangshalle gibt es ein Café, kleine Geschäfte und Künstlerwerkstätten.

### Pagoden

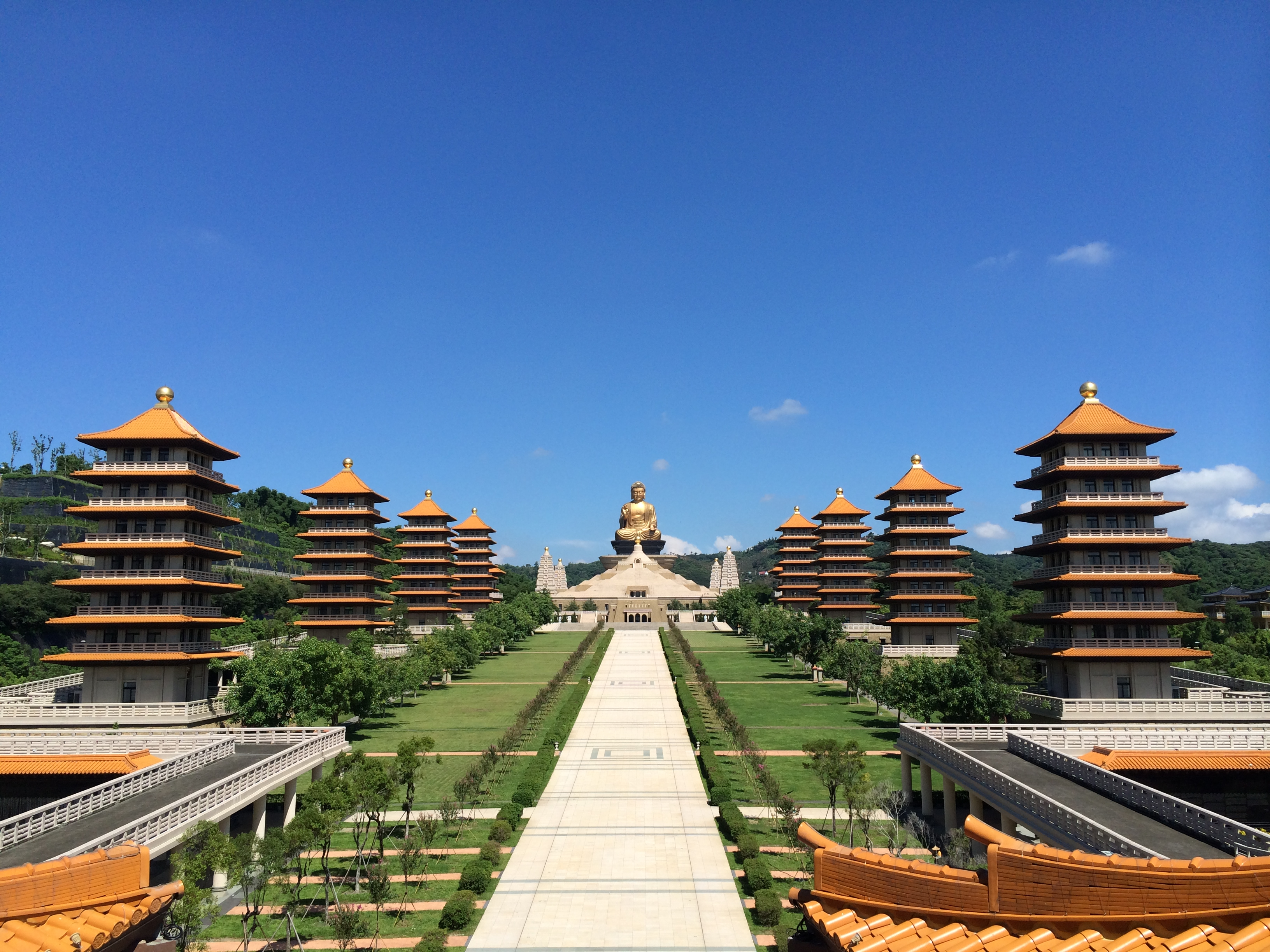
Blick aus dem 2. Stock der Eingangshalle auf den großen Fo-Guang-Buddha und die acht Pagoden

Nach der Durchquerung der Eingangshalle gelangt der Besucher in einen kleinen Park mit einem zentralen Weg, der auf den großen goldenen Buddha zuführt. Rechts uns links ist der Weg von je vier Pagoden gesäumt. Während der zentrale Stupa der Eingangshalle architektonisch im indischen Stil gehalten ist, sind die acht Pagoden im chinesischen Stil erbaut. Dies soll die historische Ausbreitung des Buddhismus von Indien nach China symbolisieren.
Die acht Pagoden stellen jeweils unterschiedliche Vorstellungen dar.
- Eine-Lehre-Pagode
- Zwei-Versammlungen-Pagode: eingerichtet für Kinder, die hier spielerisch lernen sollen, die drei Akte der Güte zu praktizieren
- Pagode der drei Tugenden: der Name bezieht sich auf die Einheit von Tat, Wort und Gedanken; hier befinden sich ein Versammlungsraum und zwei Gasträume
- Pagode der vier Geschenke: hier befindet sich ein kleiner Buchladen, vor allem mit Veröffentlichungen des Fo Guang Shan in verschiedenen Sprachen
- Pagode der fünf Harmonien: hier können Familienfeiern wie Hochzeiten, Geburtstagsfeiern usw. begangen werden
- Pagode der sechs Perfektionen: enthält kalligrafische Arbeiten des Museumsgründers Hsing Yun
- Pagode der sieben Warnungen: die sieben Warnungen bzw. Ermahnungen beziehen sich auf Drogen, Pornografie, Gewalt, Diebstahl, Glücksspiel, Alkohol und verletzende Worte. Durch Befolgung der Ermahnungen sollen Individuen, Familien und die gesamte Gesellschaft gebessert werden. Hier können sich Besucher bei einer Tasse Tee entspannen.
- Achtfacher-Pfad-Pagode: enthält eine kurze Einführung in den Aufbau des Buddha-Museums

### Zwillingspavillons
Rechts abseits des Parks mit den Pagoden liegen zwei kleine vergoldete Zwillingspavillons nahe einem Lotos-Teich. In den Pavillons befinden sich ein Teehaus und ein kleines Restaurant mit vegetarischer Küche. Im Obergeschoss der Pavillons finden öffentlich zugängliche Vorträge statt. Besucher können hier auch die Sutra-Transkription, d. h. das Abschreiben buddhistischer Lehrschriften in chinesischer Schrift üben.

## Bodhi-Weisheits-Versammlungsplatz
Nachdem man den Weg flankiert von den Pagoden zurückgelegt hat, gelangt man auf einen zentralen Platz, den Bodhi-Weisheits-Versammlungsplatz, der Tausenden von Personen Platz bietet. Der Platz ist gesäumt von 18 Arhat-Figuren, darunter auch drei weibliche Figuren.

### Achtzehn Arhats
Die Statuen säumen die Seiten des Hofes und wurden vom taiwanischen Bildhauer Wu Jung-Tzu entworfen. Sie stellen die zehn großen Schüler des Buddha dar:
- Sariputra
- Maudgalyayana
- Mahakasyapa
- Subhuti
- Punna
- Katyayana
- Aniruddha
- Upali
- Rahula
- Ananda

des Weiteren drei Arhats aus der Amitabha-Sutra:
- Cudapanthaka
- Pindola
- Kalodayin

zwei Arhats aus der chinesischen Folklore:
- Der drachenbändigende Arhat
- der tigerzähmende Arhat

und drei weibliche Bhikkhunis:
- Mahaprajapati
- Bhadra Kapilani
- Utpalavarna

#### Acht Patriarchen
Diese befinden sich an der Vorderseite der Haupthalle. Sie stellen die Gründungsväter der acht Mahayana-Schulen des chinesischen Buddhismus dar und wurden vom taiwanischen Bildhauer Wu Jung-Tzu entworfen. Die acht Patriarchen sind:
- Jizang aus der Schule der drei Erörterungen
- Xianshou aus der Huayan-Schule
- Xuanzang aus der Faxiang-Schule
- Zhi Yi aus der Tiantai-Schule
- Bodhidharma der Chan-Schule
- Huiyuan aus der Schule des Reinen Landes
- Daoxuan der Nanshan Vinaya-Schule
- Subhakarasimha der Vajrayana-Schule

### Haupthalle
Die Haupthalle ist als domartiger Stupa im indischen Stil erbaut. Sie ist das Hauptgebäude der Anlage und dient dem Gedenken an Siddhartha Gautama, dem ersten Lehrer aller Buddhisten. Im unteren Teil ist sie aus gelbem Sandstein, der Oberbau ist aus grauem Granit. Im Turm in der Mitte werden eine Million Kopien der Herz-Sutra aufbewahrt. In der Haupthalle befindet sich auch der Schrein der Buddha-Zahnreliquie.
Im Erdgeschoss befinden sich drei Schreine und fünf permanente Ausstellungen. Im Stockwerk darüber sind vier Kunstgalerien untergebracht.

#### Potalaka-Avalokiteshvara-Schrein
Der Schrein befindet sich an der Vorderseite der Haupthalle. Er beherbergt eine tausendarmige, tausendäugige, fast fünf Meter hohe Avalokiteshvara-Statue, die von der zeitgenössischen Glaskünstlerin Loretta Yang entworfen wurde. Avalokitesvara (chinesisch: Guanyin) wird von Sudhana und Longnü flankiert. Die Rückseite des kreisförmigen Innenraums stellt das Kapitel des „universalen Tors“ der Lotus-Sutra dar, während die Seiten des Schreins mit Darstellungen der 33 Manifestationen von Avalokiteshvara Bodhisattva ausgekleidet sind.

#### Goldener Buddha-Schrein
Dieser befindet sich direkt hinter dem Avalokiteshvara-Schrein und beherbergt eine goldene Statue des Buddha, bei der es sich um die größte goldene Buddha-Statue in Südasien handeln soll. Die Statue wurde durch den Obersten Mönchspatriarchen Thailands, den Sangharaja gestiftet und soll den harmonischen Austausch zwischen Mahayana- und Theravada-Traditionen symbolisieren. In den Wänden des Schreins befinden sich zahlreiche kleine Nischen, in denen mehr als 6000 kleine Buddha-Statuetten untergebracht sind.

#### Jade-Buddha-Schrein
Der Schrein befindet sich direkt hinter der Haupthalle. Es beherbergt eine liegende Buddha-Statue, die aus birmanischer weißer Jade hergestellt ist. Die Statue symbolisiert den Übergang des Buddha in das Parinirvana. In einem Reliquiar oberhalb der Statue befindet sich die Zahnreliquie des Buddha. Es soll sich um eine der wenigen weltweit existierenden Zahnreliquien des Buddha handeln. Die angrenzenden Wände, die die Statue flankieren, sind bunte Jadereliefs des westlichen Sukhavati des Amitabha und des östlichen Vaiduryanirbhasa des Bhaisajyaguru (Medizin-Buddha). Die Seitenwände des Schreins werden aus Sandelholz-Reliefs, die Stupas und Pagoden aus aller Welt darstellen, gebildet.

#### Museum der unterirdischen buddhistischen Paläste
Dieses Museum stellt das Projekt der 48 unterirdischen Paläste dar (siehe unten).

#### Museum der buddhistischen Feste
Die Ausstellung erklärt verschiedene buddhistische Feste, die die Besucher in interaktiver Weise beim Gang durch das Jahr erleben können.

#### Museum der Geschichte von Fo Guang Shan
In dieser Ausstellung wird die Geschichte von Fo Guang Shan gezeigt.

#### Museum des Lebens des Buddha
Hier wird die Geschichte des Buddha von seiner Geburt bis zu seinem Parinirvana erzählt. Die Galerie spielt täglich zwei 4D-Kurzfilme, „Das Leben des Buddha“ und „Die Lampe des armen Mädchens“.

#### Großes Auditorium der Erleuchtung
Diese Einrichtung befindet sich im 2. Stockwerk. Das multifunktionale Auditorium bietet Platz für 2.000 Personen. In der Mitte gibt es einen 360-Grad-Bildschirm. Die runde Bühne in der Mitte des Bodens kann gedreht werden, so dass die Zuschauer die Darbietungen aus verschiedenen Richtungen sehen können. Seit seiner Eröffnung gab es viele internationale Vorführungen.

### Vier-Edle-Wahrheiten-Stupas
Die Haupthalle wird an ihren vier Ecken von den Vier-Edle-Wahrheiten-Stupas flankiert. Diese erinnern an die erste Lehre, die der Buddha nach seiner Erleuchtung verkündete. Die vier Stupas sind vier großen Bodhisattvas gewidmet: der großen Hingabe, praktiziert von Avalokiteshvara, dem große Gelübde des Ksitigarbha, der großen Weisheit des Manjusri und dem großen Handeln des Samantabhadra. Hier können Weihegaben von Weihrauch, Blumen und Kerzenlichtern dargebracht werden.

### Großer Fo-Guang-Buddha

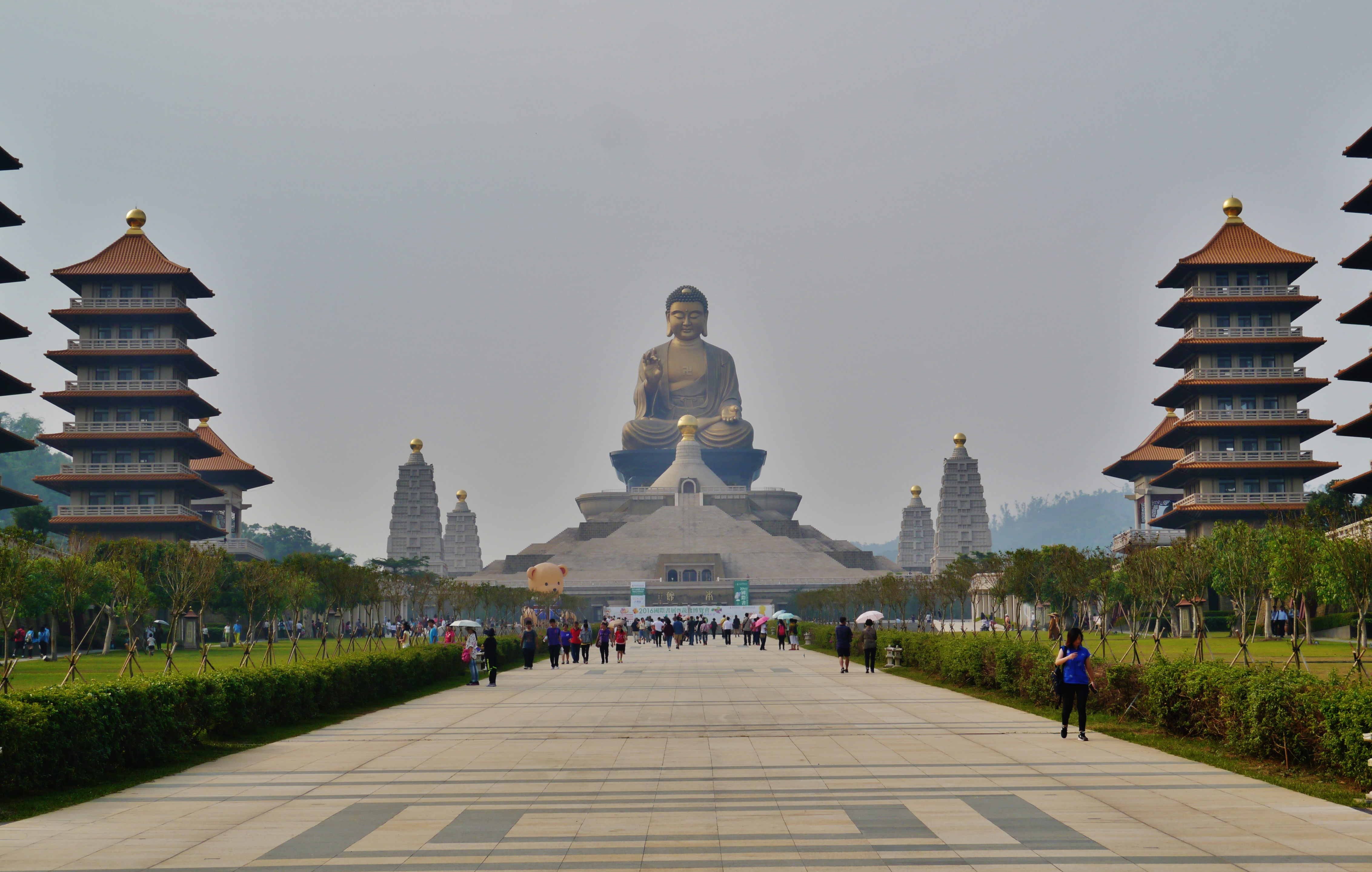
Der Buddha

Die Konstruktion der großen Buddha-Statue dauerte mehr als ein Jahr, wobei 1.800 Tonnen Metall verwendet wurden. Die Statue selbst ist 40 Meter und der Sitz 10 Meter hoch. Insgesamt beträgt die Gesamthöhe 108 Meter (dies gilt im Buddhismus als eine gute Zahl). Die Statue stellt Siddhartha Gautama, den Buddha dar.

## 48 Untergrundpaläste
Das Projekt der 48 Untergrundpaläste soll als Zeitkapsel dienen. Jedes Jahr werden buddhistische Artefakte aus aller Welt gesammelt und ausgewählte zeithistorisch wertvolle Objekte für die dauerhafte Aufbewahrung in einem unterirdischen Palast konserviert. Das Ziel ist, die menschliche Kultur, den Glauben der Menschen und ihren Lebensstil für die Nachwelt zu bewahren. Jedes Jahrhundert soll ein neuer dieser unterirdischen Paläste eröffnet werden und das ganze Projekt ist auf insgesamt 48 solche Paläste angelegt, d. h. auf 4800 Jahre Dauer. Das Projekt der 48 Untergrundpaläste wird im zugehörigen Museum für die Öffentlichkeit erklärt.

## Kunst

### Reliefs
Entlang der überdachten Gehwege und innerhalb der Haupteingangshalle befinden sich Reliefs. Es gibt 22 Halbreliefs mit Darstellungen von Handlungen des Mitgefühls und der Weisheit des Buddha, die als ‚Geschichten aus Buddhas Leben‘ bekannt sind. Andere Reliefs stellen Beispiele der Chan-Kunst und Elemente der buddhistischen Lehre dar. An den Seitenwänden des Jade-Buddha-Schreins befinden sich hölzerne Reliefs, die verschiedene Stupas aus der ganzen Welt darstellen.

### Kalligrafie
Kalligrafische Arbeiten von Hsing Yun sind im ganzen Museum an den Wänden und auf Schildern in jedem Gebäude zu sehen. Eine permanente Ausstellung befindet sich in der Pagode der sechs Perfektionen.

### Statuen
- Die Achtzehn Arhats und Acht Patriarchen wurden von Wu Jung-Tzu entworfen und befinden sich am Bodhi-Weisheits-Versammlungsplatz.
- Die tausendarmige, tausendäugige Avalokiteshvara-Statue im Avalokitesvara-Schrein stammt von der zeitgenössischen Glaskünstlerin Loretta Yang.[8]
- Die goldene Buddha-Statue im Inneren des Goldenen Buddha-Schreins ist ein Geschenk des Obersten Möchspatriarchen von Thailand an den Fo Guang Shan
- Die liegende Buddha-Statue innerhalb des Jade-Buddha-Schreins wurde aus weißer birmanischer Jade angefertigt. Der Große Fo-Guang-Buddha besteht aus 1.800 Tonnen Metall und ist 40 Meter hoch.

### Skulptur
Eine Schnitzkunst aus Kampferholz, die den Buddha darstellt, wie er auf dem Geier-Gipfel (Gijjhakuta), einem seiner Rückzugs- und Meditationsorte, 500 seiner Schüler (Arhats) den Dharma lehrt, ist in der Vorhalle sichtbar.

### Kunstgalerien
Diese befinden sich im Erdgeschoss und im 1. Stockwerk des Haupthauses. Im Erdgeschoss befinden sich vier Dauerausstellungen. Die Galerien im 1. Stockwerk sind nicht permanent und werden häufig ausgewechselt, um Kunst aus der ganzen Welt zu zeigen.

## Bildung
Mit dem erklärten Ziel von Fo Guang Shan, Talent durch Bildung zu fördern, hat das Museum ein pädagogisches Curriculum entwickelt, das sich an den drei „Akten der Güte“ orientiert – gute Taten, gute Worte und gute Gedanken.

## Auszeichnungen
Das Museum erhielt seit seiner Eröffnung verschiedene Auszeichnungen, unter anderem:
- 2012 – Gewinner des Goldener-Löwe-Preises für Kultur und Bildung im 13. Nationalen Goldenen Architektur-Wettbewerb
- 2013 – Aufnahme in „Die 100 wichtigsten religiösen Orte in Taiwan“ durch das Ministerium des Innern
- 2014 – Aufnahme in den International Council of Museums (ICOM).
- 2014 – Gewinner des Traveler’s Choice Award von TripAdvisor 2014 und Listung unter den beliebtesten Touristenorten in Kaohsiung
- 2014 – Auszeichnung der öffentlichen Toiletten des Geländes durch die Stadt Kaohsiung
- 2014 – Erhielt als erste religiöse Organisation und Museum die ISO 50001-Energiemanagement-Zertifizierung.
- 2014 – Excellent Lavatory Award der Stadt Kaohsiung.
- 2016 – Preis für das beste historische und kulturelle Tourismus-Themenprojekt beim 5. Wettbewerb der International Tourism Investment Association (ITIA) China
- 2016 – Gewinner des TripAdvisor 2016 Travellers’ Choice Award und Rang vier unter den Top-Ten-Wahrzeichen Taiwans